# Neonomicon
Neonomicon – amerykańska mini-seria komiksowa autorstwa angielskiego scenarzysty Alana Moore'a i amerykańskiego rysownika Jacena Burrowsa, wydana oryginalnie w czterech częściach w latach 2010–2011 przez Avatar Press. Nawiązujący do tzw. mitologii Cthulhu stworzonej przez H.P. Lovecrafta, Neonomicon jest sequelem miniserii komiksowej Podwórze (ang. Alan Moore's The Courtyard) z 2003 i prequelem serii Providence z lat 2015–2017, obu autorstwa Moore'a i Burrowsa. Po polsku Neonomicon i Podwórze ukazały się w całości w jednym tomie zbiorczym w 2019 nakładem wydawnictwa Egmont Polska.

## Fabuła
ldo Sax, agent FBI, prowadzi śledztwo w sprawie seryjnego zabójcy piętnastu osób. Wykorzystując swoją wiedzę z zakresu teorii anomalii, wpada na trop tajemniczego Johnny’ego Carcosy, skrywającego twarz za chustą. Dochodzenie wywiera tak silny wpływ na Saxa, że popada on w obłęd, sam dopuszcza się morderstw i trafia do szpitala psychiatrycznego. Wówczas jego śledztwo przejmuje para agentów Gordon Lamper i Merill Brears. Także oni doświadczą wydarzeń, które odcisną na ich życiu tragiczne piętno.

## Polskie wydanie zbiorcze
| Tytuł i rok wydania polskiego | Zawartość oryginalna                                                   |
| ----------------------------- | ---------------------------------------------------------------------- |
| Nenomicon (2019)              | - Alan Moore's The Courtyard #1–2 (2003) - Neonomicon #1–4 (2010–2011) |